# Roman Kordys

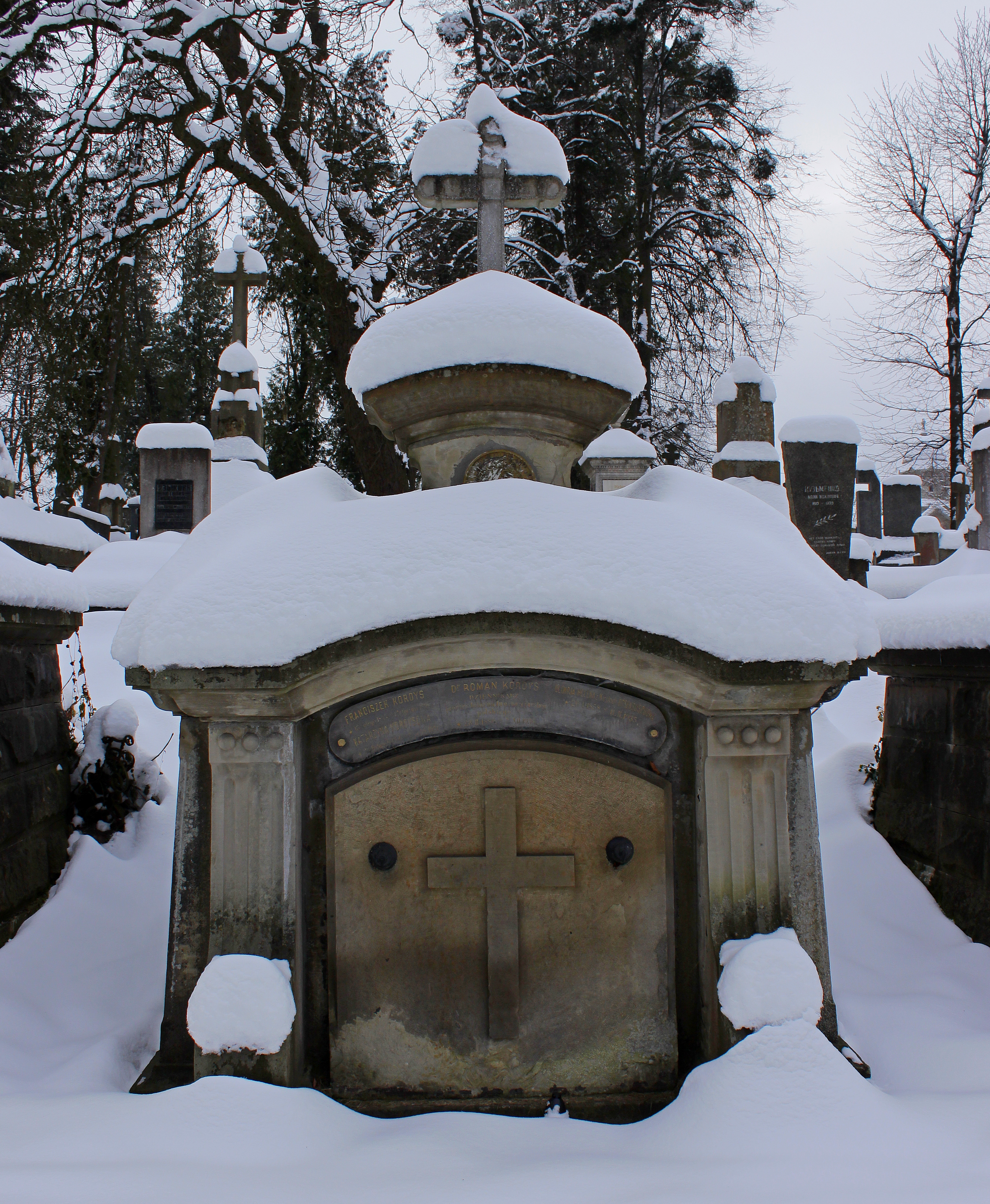
Grób rodziny Kordys na Cmentarzu Łyczakowskim

Roman Kordys (ur. 23 lutego 1886 we Lwowie, zm. 6 grudnia 1934 w Krakowie) – polski taternik i alpinista, działacz na rzecz turystyki i narciarstwa, prawnik, dziennikarz.

## Taternictwo i alpinizm
Roman Kordys aktywny w Tatrach i Alpach jako wspinacz był od roku 1905, od 1907 również jako narciarz. Przejściem Grani Kościelców z Zygmuntem Klemensiewiczem w 1905 zerwał z dotychczasowym modelem wspinaczki w Tatrach, zakładającym towarzystwo zawodowego przewodnika. Na początku kariery taternickiej Kordys poświęcił się zdobywaniu szczytów i grani, które wówczas były jeszcze dziewicze. Przyczynił się do rozwoju narciarstwa w górach wysokich, na nartach zdobył jako pierwszy kilka szczytów. Jego częstymi partnerami byli Zygmunt Klemensiewicz i Jerzy Maślanka. Z tymi samymi towarzyszami dokonał trudnych wejść w Alpach, w których był kilkakrotnie w latach 1908 i 1912–1914. Po I wojnie światowej już nie był aktywny w taternictwie ze względu na gorszy stan zdrowia. Po śmierci spoczął w grobowcu rodzinnym na Cmentarzu Łyczakowskim we Lwowie.

### Osiągnięcia wspinaczkowe
Pierwsze wejścia:
- na Zadni Kościelec (1905),
- na część Jaworowych Turni (1907),
- na Hrubą Turnię (1906),
- na Wschodni Szczyt Wideł (1906),
- na Niebieską Turnię (1907),
- na Igłę w Wysokiej (1907),

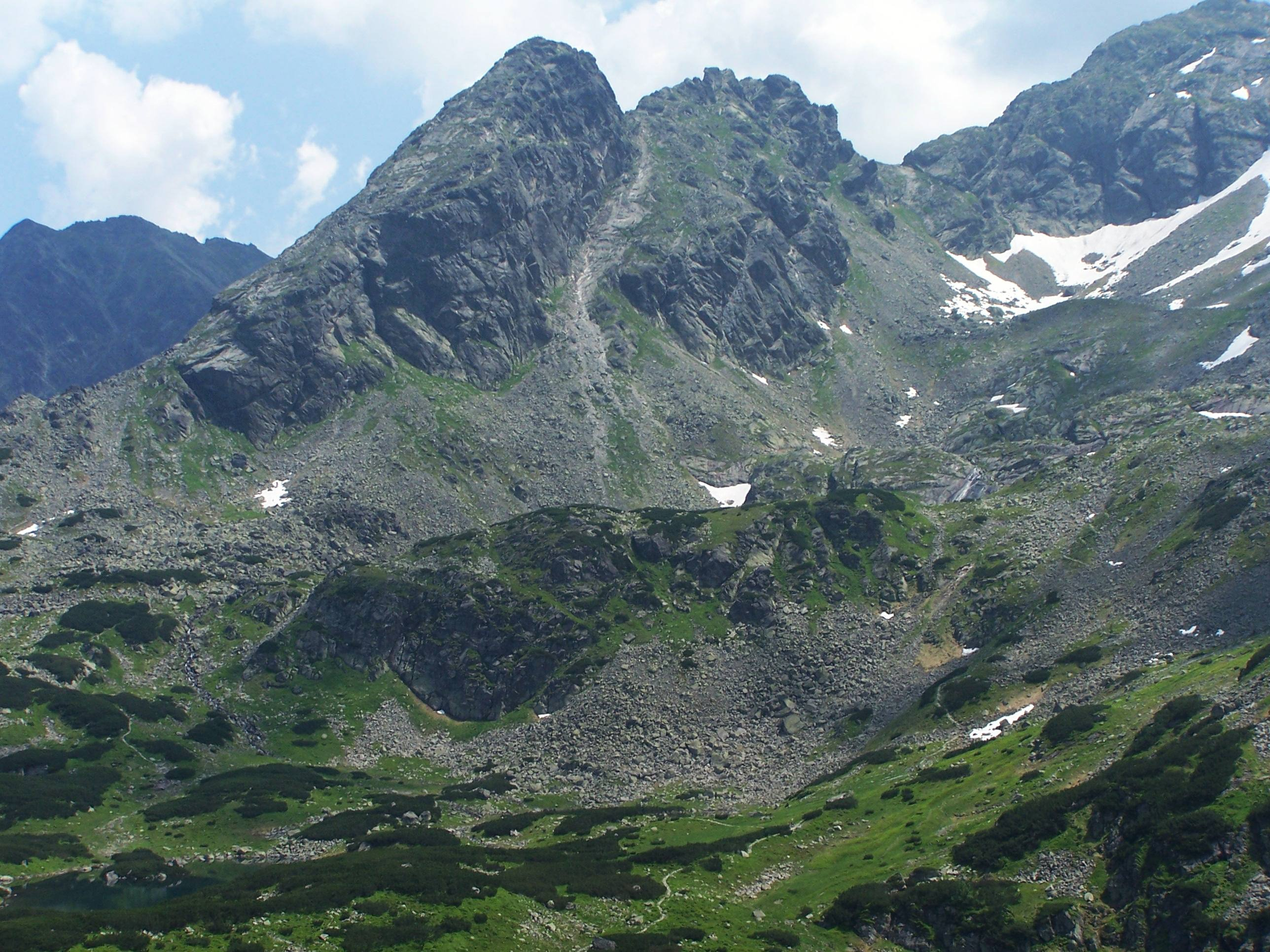
Grań Kościelców od zachodu

- na Wielką Zbójnicką Turnię (1907).

Pierwsze przejścia grani:
- Kościelców (1905, z Klemensiewiczem),
- Czarnych Ścian (1906),
- Żabiego Konia (1907),
- Kaczego Szczytu (1907),
- Hrubego Wierchu (1910).

Pierwsze przejścia:
- północnej ściany Batyżowieckiego Szczytu (1906, z Klemensiewiczem i Maślanką),
- północno-zachodniej ściany Mnicha (1908, z Gyulą Komarnickim),
- północnej ściany Wysokiej (1908, z Aleksandrem Znamięckim),
- częściowo nowej drogi na północnej ścianie Jaworowego Szczytu (1909, ze Znamięckim).

Pierwsze przejścia zimowe:
- na Kościelec (1908, z Mieczysławem Karłowiczem),
- na Żółtą Turnię (1908, z Karłowiczem),
- na Wołoszyn (1908, z Karłowiczem).

## Działalność organizacyjna i pisarska
Kordys działał w szeregu organizacji turystycznych. Był jednym z założycieli Kółka Taterników (Klub Himalaja, 1904). W latach 1906–11 działał w zarządzie Sekcji Turystycznej Towarzystwa Tatrzańskiego. W 1907 r. należał do założycieli Karpackiego Towarzystwa Narciarzy, w tymże roku znalazł się również w gronie współzałożycieli „Taternika”. W latach 1922–33 działał w zarządzie głównym Polskiego Towarzystwa Tatrzańskiego. Opowiadał się za szerszą eksploracją gór Europy i świata, a przeciw ograniczaniu się do Tatr.
Roman Kordys znany jest także z różnorodnej działalności pisarskiej, m.in. w „Taterniku” i „Pamiętniku Towarzystwa Tatrzańskiego”. Opublikował zarówno liczne fachowe opisy dróg wspinaczkowych, wspomnienia z Tatr, jak i prace o historii, teorii i ideologii taternictwa. Pisał też na temat sportu ogólnego, kultury fizycznej, narciarstwa, wspinaczki skałkowej, gór, często nie pod własnym nazwiskiem.
Zajmował się również fotografią górską. W 1928 został członkiem honorowym Sekcji Turystycznej PTT. Pod koniec życia znacznie pogorszyło się jego zdrowie i zmieniło nastawienie do wielu spraw związanych z dotychczasową działalnością. Opowiadał się m.in. stanowczo przeciwko utworzeniu Tatrzańskiego Parku Narodowego.